# Sociedad Fabiana

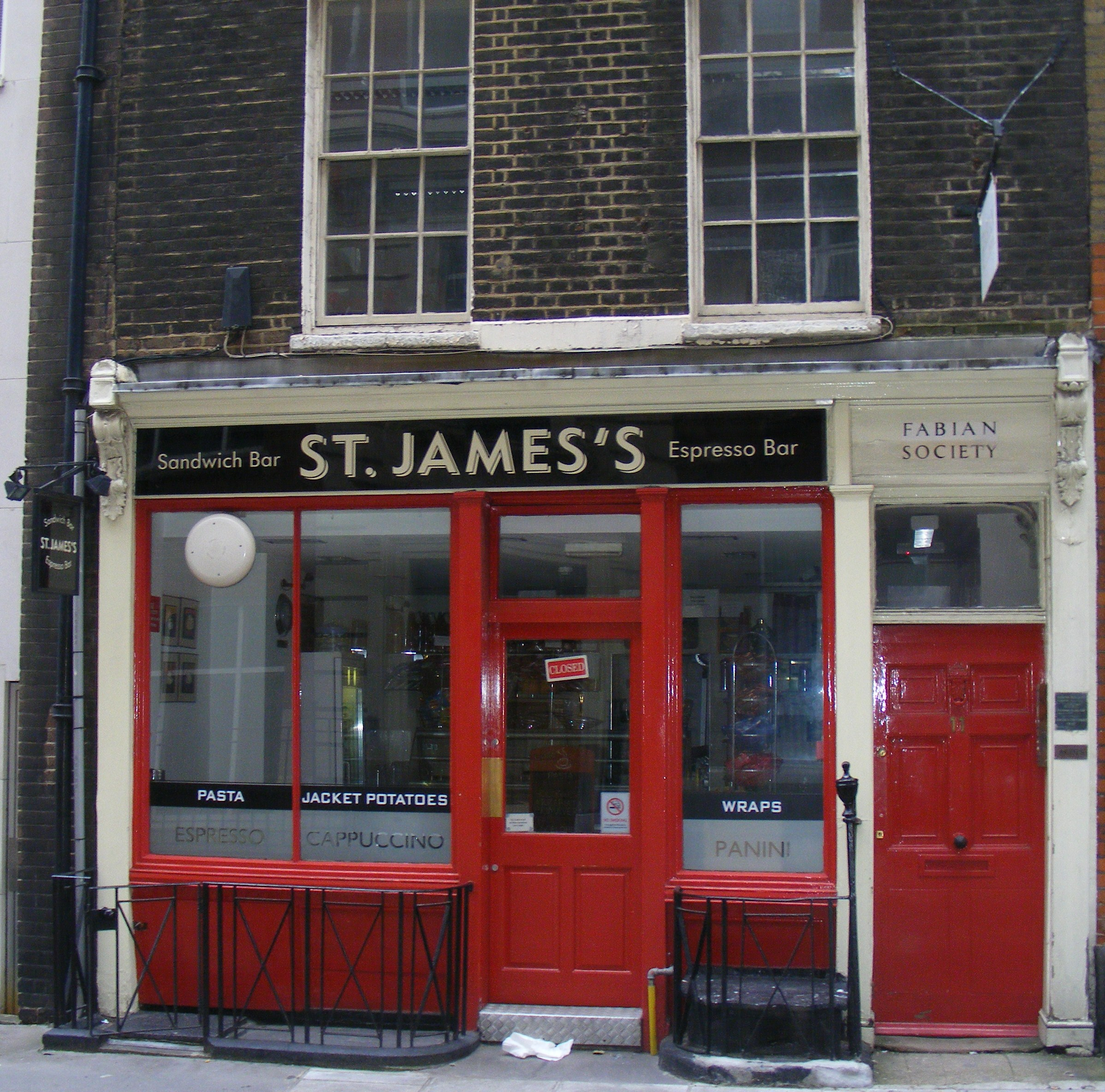
Sede de la Sociedad Fabiana, en Londres.

La Sociedad Fabiana, fundada el 4 de enero de 1884 en Londres, es un movimiento socialista británico cuyo propósito es avanzar en la aplicación de los principios del socialismo mediante reformas graduales. Es también conocida por formar los cimientos de lo que más tarde sería el Partido Laborista británico.
Entre los miembros más destacados de la Sociedad Fabiana estaban el dramaturgo George Bernard Shaw, la anarquista Charlotte Wilson, la feminista Emmeline Pankhurst y el escritor H. G. Wells. Los fundadores fueron Sidney Webb y su esposa Beatrice Webb.

## Historia

### Origen del nombre
El nombre de la sociedad está tomado de Quinto Fabio Máximo, el denominado Cunctator (que significa "el que retrasa"), un general de la antigua Roma que había conseguido frenar los enfrentamientos directos contra Aníbal buscando desgastar al ejército del general cartaginés dejando pasar el tiempo, utilizando tácticas de hostigamiento y de guerrilla, cortando las vías de aprovisionamiento de víveres y de material, etc. (recuérdese que los romanos tuvieron que lamentar varias derrotas con los cartagineses, a cual peor, por enfrentarse directamente en campo de batalla). Los fabianos, a diferencia de Karl Marx, que predicaba el cambio revolucionario, creen en la evolución gradual de la sociedad hacia el socialismo, y apuestan por el trabajo discreto y reformas graduales que, en su opinión, llevarán poco a poco al socialismo.

### Ideología y programa
En 1889 se publicaron los “Ensayos Fabianos”, que contienen el programa de la Sociedad Fabiana.
Los fabianos se caracterizaron por su pragmatismo, alejándose de ideas utópicas, lo que los llevaba a prestar atención únicamente a las vías concretas que el socialismo podía tomar en Gran Bretaña. El socialismo consistía para ellos no en un movimiento revolucionario, sino en el desarrollo y la evolución de las instituciones existentes en un sentido socialista.
Ajenos a la tradición marxista y opuestos a la revolución, defendían alcanzar el socialismo mediante la «extensión gradual del sufragio y la transferencia de rentas e intereses al Estado, no de golpe, sino poco a poco», como escribió en 1889 Bernard Shaw, el fabiano más conocido. Para apoyar esta vía gradualista y reformista Shaw argumentó:

[No] puedes convencer a nadie de que es imposible destruir un gobierno en un solo día; pero todo el mundo está convencido de que no puedes convertir vagones de primera y tercera clase en segunda clase; chabolas y palacios en viviendas cómodas, y joyeros y sastres en panaderos y constructores, simplemente cantando la «Marsellesa».

Por su parte Sidney Webb, fundador de la sociedad junto con su esposa Beatrice Webb remarcó la estrecha vinculación entre socialismo y democracia:

El resultado inevitable de la democracia es el control por parte del propio pueblo no sólo de la propia organización política, sino también de los principales instrumentos de riqueza… El aspecto económico del ideal democrático es, en realidad, el socialismo.

En cuanto a la organización de la futura sociedad socialista, los fabianos admitían la coexistencia entre las formas de propiedad pública y privada, en tanto los hombres sean «tal y como son ahora», como escribió Graham Wallas. Su objetivo era acabar con el desorden económico y los abusos provocados por el capitalismo y también deseaban la extensión de la sanidad y la educación gratuita para todos los ciudadanos, así como la regulación detallada de las condiciones de trabajo para acabar con la lacra de la explotación infantil y los accidentes de trabajo.

### Evolución e influencia
La Sociedad Fabiana tuvo parte fundamental en el surgimiento del Partido Laborista Británico, fundado en 1900, y que en 1922 ya se había convertido en la segunda fuerza política del país, desbancando a los liberales. La vinculación entre la Sociedad Fabiana y el Partido Laborista fue permanente durante la primera mitad del siglo XX. De hecho, la mayoría de los ministros que aportaron los laboristas en sucesivos gobiernos eran o habían sido miembros de la Sociedad Fabiana.
El declive de la Sociedad Fabiana comenzó a finales de los años 30, motivado por una serie de factores entre los que se pueden citar las diferentes posiciones internas respecto a la experiencia de la Unión Soviética y la pérdida de influencia en el Partido Laborista, desplazada por gente proveniente del sindicalismo y de la clase obrera. Sin embargo, la Sociedad Fabiana continúa su labor hasta el presente, aunque ya sin su antiguo protagonismo.
Pero, en realidad, la Sociedad Fabiana cumplió la mayoría de sus objetivos, pues gran parte de las reformas que propusieron fueron puestas en práctica durante la Gran Depresión y después de esta. El surgimiento del estado del bienestar a partir de 1945 debe mucho a los esfuerzos y el trabajo intelectual de la Sociedad Fabiana (véase economía mixta).
En la actualidad la Sociedad ha experimentado un renacimiento, con una membresía que aumenta desde 1997 y ha llegado a ser la más numerosa en las últimas tres décadas. En el parlamento británico de la primera década del siglo XXI hay más miembros del partido laborista que pertenecen a la Sociedad Fabiana que diputados de los partidos Conservador y Liberal y Liberal Demócrata juntos.